# 史密斯瓦利 (印地安納州)
史密斯瓦利（英語：Smith Valley）是位於美國印地安納州約翰遜縣的一個非建制地區。該地的面積和人口皆未知。